# Jean-Luc Masbou

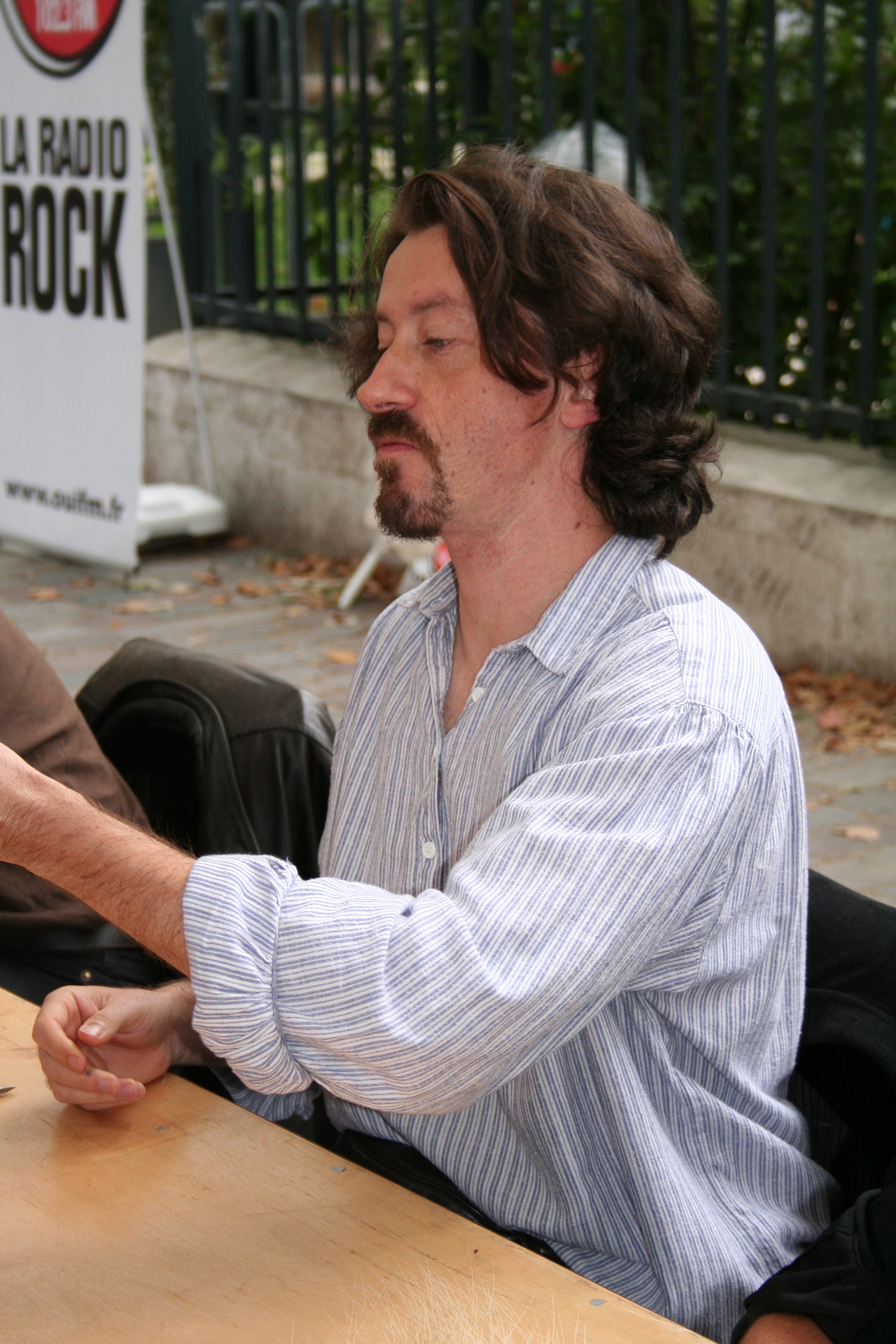
Jean-Luc Masbou

Jean-Luc Masbou (* 14. März 1963 in Figeac) ist ein französischer Comiczeichner und Szenarist.
Jean-Luc Masbou absolvierte zunächst eine Lehre zum Automechaniker. Danach besuchte er die Kunstschule in Pau und die École européenne supérieure de l’image in Angoulême. Seine erste Geschichte erschien 1990 im Sammelband Les enfants du Nil 1 bei Delcourt. Die nächsten Jahre war er als Trickfilmzeichner tätig. Ab 1995 erschien die Funny-Fantasy-Historienserie Mit Mantel und Degen nach den Szenarien von Alain Ayroles, die es auf 12 Alben brachte. Diese wurden in Deutschland bei Carlsen und Finix Comics veröffentlicht. 2001 bis 2007 schrieb er den Krimi-Dreiteiler L’Ombre de l’échafaud für den Zeichner David Cerqueira.
Jean-Luc Masbou lebt und arbeitet in Haute-Garonne.